# Serge Arnaud Aka
Serge Arnaud Aka (Divo, 16 novembre 1994) è un calciatore ivoriano, centrocampista del National Bank of Egypt.

## Carriera

### Club
Nato a Divo, trascorre i primi anni di carriera in Costa d'Avorio dove gioca con Satellite, Africa Sports, Bouaké ed ASEC Mimosas. Nel gennaio 2018 si trasferisce in Tunisia allo Sfaxien, dove gioca solamente due incontri prima di passare un anno più tardi, da svincolato, all'El-Gouna.
Nel club egiziano si ritaglia in breve tempo un posto da titolare, collezionando 65 presenze in campionato nell'arco di tre stagioni. Nel 2021 approda in Europa firmando con il club turco dell'Altay.

### Nazionale
Nel maggio 2021 ha ricevuto la sua prima convocazione con la nazionale ivoriana in vista di due match amichevoli contro Burkina Faso e Ghana.

## Statistiche

### Presenze e reti nei club
Statistiche aggiornate al 3 ottobre 2021.
| Stagione        | Squadra         | Campionato      | Campionato | Campionato | Coppe nazionali | Coppe nazionali | Coppe nazionali | Coppe continentali | Coppe continentali | Coppe continentali | Altre coppe | Altre coppe | Altre coppe | Totale | Totale |
| Stagione        | Squadra         | Comp            | Pres       | Reti       | Comp            | Pres            | Reti            | Comp               | Pres               | Reti               | Comp        | Pres        | Reti        | Pres   | Reti   |
| --------------- | --------------- | --------------- | ---------- | ---------- | --------------- | --------------- | --------------- | ------------------ | ------------------ | ------------------ | ----------- | ----------- | ----------- | ------ | ------ |
| 2018-2019       | Sfaxien         | LP              | 2          | 0          | CT              | 0               | 0               |                    | -                  | -                  |             | -           | -           | 2      | 0      |
| 2018-2019       | El-Gouna        | PL              | 12         | 0          | CE              | 0               | 0               |                    | -                  | -                  |             | -           | -           | 12     | 0      |
| 2019-2020       | El-Gouna        | PL              | 27         | 0          | CE              | 0               | 0               |                    | -                  | -                  |             | -           | -           | 27     | 0      |
| 2020-2021       | El-Gouna        | PL              | 26         | 1          | CE              | 2               | 0               |                    | -                  | -                  |             | -           | -           | 28     | 1      |
| 2021-2022       | Altay           | SL              | 4          | 0          | CT              | 0               | 0               |                    | -                  | -                  |             | -           | -           | 4      | 0      |
| Totale carriera | Totale carriera | Totale carriera | 71+        | 1+         |                 | 2+              | 0+              |                    | -                  | -                  |             | -           | -           | 73+    | 1+     |